# 도시권 (네덜란드)
도시권(都市權) 또는 도시 특권(영어：City rights 또는 Town privileges)은 중세 유럽에서 영주가 영지 안의 도시에 부여한 교역권과 길드 결성권 등의 여러 권리(또는 법)을 말한다. 이 권리를 얻은 도시는 주변 도시보다 힘을 갖고 '도시(City)'로 불렸다. 또한 자치권과 과세권도 주어지는 경우가 많았다. 도시법이라고 번역되는 경우도 있다.

## 네덜란드권의 도시권

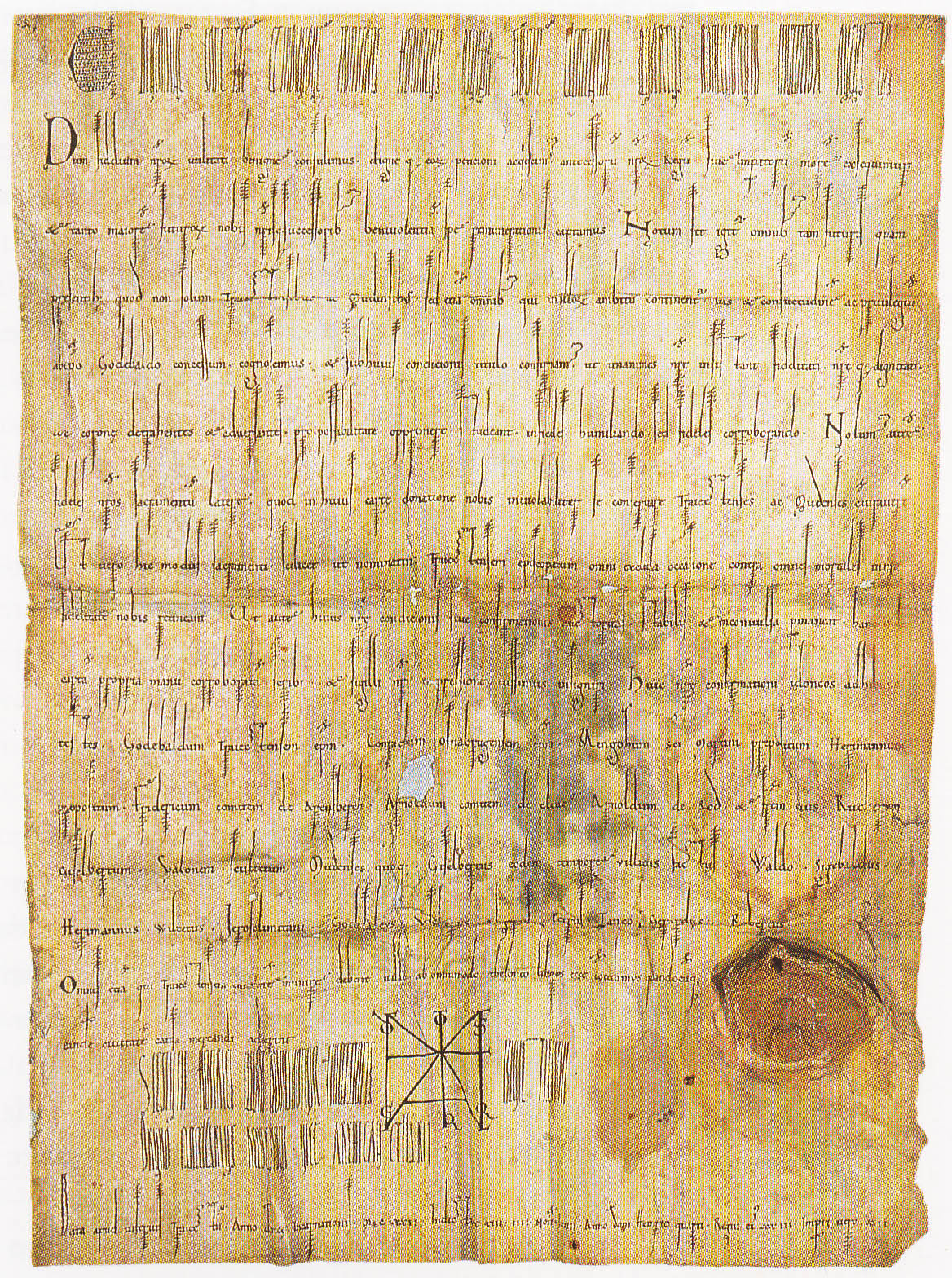
위트레흐트의 도시권 문서

네덜란드권에서의 도시권(네덜란드어:Stadsrechten, 영어:City rights in the Low Countries)이란 10세기부터 19세기의 네덜란드권(현재의 네덜란드, 벨기에, 룩셈부르크의 일부인 저지대 국가라고 불리는 지역)에서 영주가 특정한 도시에 부여한 권리를 말한다. 중세에는 이 권리를 얻은 도시만이 '시'를 표방할 수 있었다. 이 권리를 얻는 조건은 주민 수와는 관계가 없었다. 예를 들면 도시권을 얻은 가장 작은 시는 스타베르덴으로 인구 40명 정도였다.

### 도시권 효력의 전성 시대(13-14세기)
도시권이 부여된 도시는 상인이 옮겨 살기에 매력적인 도시가 되었고, 그 결과 도시는 경제적으로 번영하게 되었다. 도시권을 부여한 영주는 도시로부터의 세수가 늘어나면서 결과적으로 경제적 이익을 누릴 수 있었다. 중세에 증대되던 전비(戰費)를 융통하기 위해 도시권과 맞바꿔서 얻을 수 있었던 세금은 영주에게 점점 중요해졌다. 원래 영주는 도시에 대해서 일정한 권력을 보유하고 있었지만, 도시가 발전하고 그 권력을 집중시켜 더욱 독립성을 높혀 가던 중에 어느새 영주로부터 독립한 도시국가처럼 된 곳도 나왔다. 이런 도시는 힘을 가진 시민과 상인이 통치하여 경제력과 군사력을 더욱더 증대시켜 나갔다.
최초로 도시권이 주어진 도시는 데벤터르로 956년이다. 이곳은 98년에 로마 제국으로부터 도시권을 얻은 네이메헌이 아득한 옛날이 아니냐는 주장도 있지만, 여기에서는 이들 도시가 현재도 도시로 계속되고 있지 않다는 점에서 가장 오래된 도시를 데벤터르로 본다. 중세 후기에는 많은 도시에 도시권이 주어졌고 상인과 무역상의 강력한 움직임으로 인해 네덜란드는 16세기에 세계 최초의 근대적인 공화국이 되었다.

### 도시권 시대의 종언(16세기 후반)
도시권은 국가가 개발되어 중앙집권화를 진행함과 동시에 그 역할을 끝내게 되었다. 네덜란드에서는 일반적인 도시권을 획득한 마지막 도시는 빌렘스타트로 1586년이었다. 네덜란드 공화국 시대(1581년부터 1795년)에 들어선 뒤 도시권을 획득한 것은 블록제일로 1672년이다. 18세기 말의 바타비아 혁명 후에는 프랑스식 지방자치제도가 확립되어 도시권은 잠시 무효화되었다. 1813년에  나폴레옹 제국이 붕괴된 후 네덜란드 왕국 하에서 도시권이 일부 부활했지만, 입법과 사법은 국가에 속한다고 여겨졌다. 1848년 네덜란드 헌법 제정에 의해 1851년부터는 종래의 시정촌 구분은 완전히 철폐되었고 도시권도 완전히 부정되어 현재에 이르고 있다.
19세기 초에 도시권을 얻은 도시에 주어진 것은, 도시권의 전성기였던 중세에서 주어지던 것과는 완전히 다른 단순히 상징적인 것뿐이었다. 이 상징적인 의미의 도시권을 마지막으로 획득한 것은 델프스하펜으로 1825년이다.

### 일반적인 도시권

#### 특권
- 시벽축조권：거주 구역(시가)의 주위에 방호벽을 쌓을 권리
- 시장개설권：시장을 개최할 권리 또는 시장에서 징세할 권리
- 독점교역권：특정 상품을 독점적으로 교역할 권리가 몇몇 도시에 주어졌다.
- 통행세과세권
- 화폐주조권：도시의 화폐를 가질 권리

#### 자유
- 개인의 자유：도시 이외의 주민에 비해서 (상대적으로) 주군으로부터 간섭받지 않고 이동의 자유가 보증되었다.

#### 자치
- 자치권：일부 선량한 시민은 도시의 관료로서 발탁되었다.
- 사법 및 입법권：시역 내에서의 광범위한 자주 입법 및 사법권의 행사가 인정되었다.
- 과세권

### 주요 도시에 도시권이 부여된 해
- 아른험 1233년
- 암스테르담 1306년
- 브레다 1200년경
- 엔스헤데 1325년
- 에인트호벤 1232년
- 흐로닝언 11세기
- 레이우아르던 1285년
- 마스트리흐트 1204년
- 네이메헌 1230년
- 로테르담 1340년
- 스헤르토헨보스 1195년
- 틸뷔르흐 1809년
- 위트레흐트 1122년

### 현재 네덜란드의 도시
현재 네덜란드의 지자체 조직에는 '시'라는 구분은 없다. 대도시도 시골도 같은 기초자치단체의 단위인 헤멘터가 최소의 자치단위이다.

## 같이 보기
- 도시
- 도시법
- 제국 자유 도시
- 시장개최권
- 네덜란드의 역사